# 1597
Cette page concerne l'année 1597  du calendrier grégorien.
L'année 1597 est une année commune qui commence un mercredi.

## Événements
- 5 février : vingt-six chrétiens sont crucifiés à Nagasaki à la suite d'un deuxième édit proscrivant le christianisme au Japon[1].
- Avril : début d’une épidémie de peste venue d’Espagne au Maroc[2].
- 27 mai, Ceylan : mort de Dharmapala, roi de Kotte et de Sitawaka, converti au christianisme (Joâo Perea Pandar). Il lègue son royaume au Portugal[3].
- Juin, guerre Imjin. Les Japonais envahissent à nouveau la Corée, mais les Chinois aident les Coréens à les rejeter à la mer en 1598[4].
- 15 août, Corée : les troupes japonaise s'emparent de Namwon, puis marchent sur Jiksan (8 septembre)[4].
- 27 août : victoire navale japonaise à la bataille de Chilchonryang sur les Coréens[5].
- 4 octobre : mort de Malak-Sagad[6]. Début du règne de Yaqob, négus d’Éthiopie.
- 24-26 octobre : victoire navale coréenne sur les Japonais à la bataille de Myong-Yang[5].
- 28 décembre : arrivée à Tombouctou avec 1000 hommes du nouveau pacha Mohammed Thaba, un ancien compagnon d’arme de Djouder, envoyé par le sultan de Marrakech au Songhaï[7]. Mohammed Thaba part en campagne, mais est à son tour victime d’un empoisonnement dont Djouder est une nouvelle fois soupçonné. Ahmed al-Mansur, inquiet, rappelle Djouder et nomme le pacha Ammar au Soudan (1599)[8].

- Perse : Chah Abbas Ier écrase les Ouzbeks rebelles près de Hérat et les repousse au nord de l’Amou-Daria[9].

### Europe
- Crise agricole et peste en Europe.
- Février-6 avril : répression de la révolte paysanne de Basse-Autriche[10].

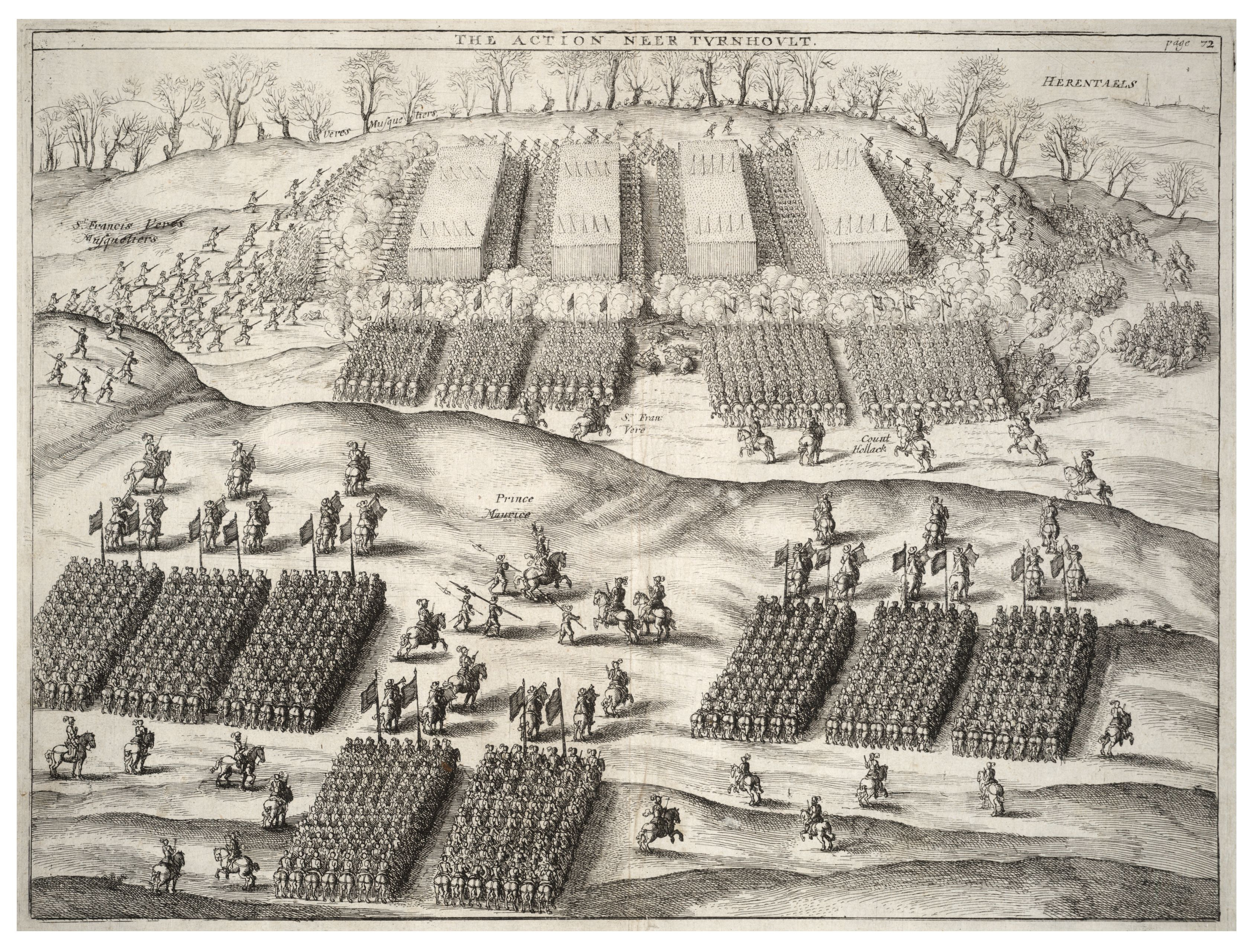
24 janvier : bataille de Turnhout

- 24 janvier : victoires de Maurice de Nassau à la bataille de Turnhout sur les Espagnols[11].
- 11 mars : les troupes espagnoles s'emparent d'Amiens par surprise[12].
- 6 mai : Interimsresolution. L’empereur Rodolphe II réduit la durée de corvée à 14 jours par an à la suite de la révolte des paysans de Haute-Autriche[10].
- Juin : ouverture à Londres du Collège Gresham, école de commerce[13].
- 17 août : Départ d'une expédition de Robert Devereux, 2e comte d'Essex, et Walter Raleigh vers les Açores[14].
- 11-28 septembre : siège de Groenlo. La garnison espagnole capitule le 9 octobre[15].
- 19-25 septembre : capitulation d'Amiens[16].
- Septembre : Philippe II d'Espagne réunit une troisième armada de 136 bateaux, 13 000 hommes et 300 chevaux contre l'Angleterre ; arrivée dans la Manche, elle est dispersée par une tempête et perd 28 navires[17].
- 15 octobre : abdication de Guillaume V, duc de Bavière, en faveur de son fils Maximilien Ier, corégent depuis le 1er décembre 1594 (fin en 1651)[18].
- 25 octobre : Venise interdit l’envoi de vin nouveau de Vénétie et d’Istrie vers l’Allemagne par le Brenner[19].
- Octobre : ambassade du comte Abraham de Dohna pour l'empereur à Moscou[20].
- Novembre : Joseph Calasanz fonde à Rome la première école gratuite pour enfants pauvres[21], à l'origine de la congrégation des Clercs réguliers des Écoles Pies (Scolopes ou Piaristes).

- La liberté de circulation est interdite aux paysans en Russie : Établissement de registres cadastraux. Oukase ordonnant la poursuite des paysans fugitifs. Le délai de recherche des fugitifs est fixé à cinq ans.
- Balthasar de Moucheron crée une compagnie de commerce en Zélande[22].

## Naissances en 1597
- 23 février : Vincent Voiture, poète français, membre de l'académie française en 1634 († 27 mai 1648).
- 31 mai : Guez de Balzac, écrivain français († 8 février 1654).
- 9 juin : Pieter Jansz Saenredam, peintre hollandais († 31 mai 1665).
- 13 juillet : Sébastien Stoskopff, peintre alsacien († 10 février 1657).
- 23 septembre : Francesco Barberini, cardinal italien († 16 octobre 1679).
- Date précise inconnue :
  - Salomon de Bray, architecte et peintre néerlandais († 11 mai 1664).
  - Xiang Shengmo, peintre chinois († 1658).
- Vers 1597 :
- Jacob Jansz van Velsen, peintre néerlandais († 16 septembre 1656).

## Décès en 1597
- 11 janvier : Simon de Maillé, prélat français (° 1515).
- 15 janvier : Juan de Herrera, géomètre, mathématicien et architecte espagnol (° 1530).
- 19 janvier : Maharana Pratap, roi Rajput de Mewar qui refusa toute sa vie de se soumettre aux Moghols (° 9 mai 1540).
- 22 janvier : François Modius, humaniste des Pays-Bas espagnols (° 4 août 1556).
- 2 février : Lucas van Valckenborch, peintre flamand (° 1535).
- 5 février :
  - François Blanco, franciscain missionnaire espagnol (° 18 septembre 1570).
  - Gabriel de Duisco, laïc catholique japonais (° 1578).
  - Gonzalve Garcia, franciscain déchaussé missionnaire au Japon (° 1556).
  - Jacques Kisaï, frère jésuite et catéchiste japonais (° 1533).
  - Paul Miki, séminariste jésuite japonais (° vers 1564).
  - Paul Suzuki, laïc catholique japonais (° 1563).
  - Philippe de Jésus, frère franciscain déchaux de la Nouvelle-Espagne missionnaire au Japon (° 1er mai 1572).
  - Jean Soan de Goto, séminariste jésuite japonais (° 1578).
- 6 février : Francesco Patrizi, philosophe vénitien (° 25 avril 1529).
- 16 février : Gilbert Génébrard, théologien chrétien et religieux français (° 12 décembre 1535).
- 13 mars : Marco Antonio Colonna, seniore, cardinal italien (° 1523).
- 20 mars : Antonio da Ponte, architecte et ingénieur suisse-italien (° 1512).
- ? mars : Park Jin, général et homme politique coréen de la période Joseon (° 25 août 1560).
- 10 avril : Filippo Terzi, ingénieur militaire italien (° 1520)[23].
- 11 avril : Pierre de Libertat, militaire français (° septembre 1562).
- 8 juin : Barbara de Hesse, noble allemande (° 8 avril 1536).
- 9 juin : José de Anchieta, père jésuite canarien qui passa toute sa vie au Brésil. Il traduisit en tupi le catéchisme, écrivant de petites pièces de théâtre et des mystères pour faire comprendre aux Indiens le catéchisme (° 19 mars 1534).
- 20 juin :
  - Willem Barentsz, navigateur et explorateur néerlandais (° 1550).
  - Simon de Maillé, explorateur hollandais (° 1515).
- 3 juillet : John Norreys, général anglais (° 1547).
- 8 juillet : Luís Fróis, prêtre jésuite portugais (° 1532).
- 19 juillet : Gunilla Bielke, reine de Suède-Finlande (° 25 juin 1568).
- 20 juillet :
  - Fiach McHugh O'Byrne, seigneur de Ranelagh (° vers 1534).
  - François Ravlenghien, orientaliste et linguiste français (° 27 février 1539).
- 23 juillet : Gabriele Paleotti, cardinal italien, qui fut archevêque de Bologne (° 4 octobre 1522).
- 26 juillet : Kobayakawa Takakage, samouraï au service de Hideyoshi Toyotomi durant l'époque Sengoku de l'histoire du Japon (° 1533).
- 27 juillet : Jakub Wujek, prêtre jésuite, bibliste et écrivain polonais (° 1541).
- 16 août : Yi Bok-nam, homme politique coréen de la période Joseon (° 28 juin 1555).
- 21 août : Mōri Motokiyo, quatrième fils de Mōri Motonari (° 1551).
- ? août : Léonor Chabot, dit Chabot-Charny, fils de l'Amiral de Brion Philippe Chabot, baron de Pagny, et de Françoise de Longwy, comtesse de Charny et de Buzançais (° 1525).
- 8 septembre : François d'Espinay de Saint-Luc, homme de guerre français (° 1554).
- 19 septembre : Hōjō Ujikuni, samouraï de l'époque Sengoku (° 1541).
- 4 octobre : Malak-Sagad, négus d’Éthiopie[6] (° 1550).
- 23 octobre : Cyriakus Schneegaß, pasteur luthérien et poète allemand (° 5 octobre 1546).
- 24 octobre : Alde le Jeune, imprimeur vénitien (° 13 février 1547).
- 26 octobre : Kurushima Michifusa, samouraï de la fin de la période Sengoku (° 1562).
- 27 octobre : Alphonse II d'Este, cinquième duc de Ferrare (° 22 novembre 1533).
- 6 novembre : Catherine-Michelle d'Autriche, deuxième fille de Philippe II d'Espagne et d’Élisabeth de France (° 10 octobre 1567).
- 20 novembre : Élisabeth de Suède, princesse suédoise et duchesse de Mecklembourg - Gadebusch (° 5 avril 1549).
- 23 novembre : Mu Qing, homme politique chinois (° 18 septembre 1569).
- 24 novembre : Juan Gómez, peintre espagnol (° vers 1555).
- 17 décembre : Frédéric des Deux-Ponts, membre de la maison de Palatinat-Deux-Ponts (° 11 avril 1557).
- 18 décembre : Barbara Blomberg, maîtresse de Charles Quint (° 1527).
- 21 décembre : Pierre Canisius, théologien jésuite, à Fribourg (° 8 mai 1521).
- Date précise inconnue :
  - James Burbage, acteur, impresario et constructeur de théâtres anglais associé au théâtre élisabéthain (° 1531).
  - Rómulo Cincinato, peintre espagnol (° vers 1540).
  - Hieronymus Commelinus, imprimeur flamand (° 1550).
  - Claude de Fenoyl, capitaine d'infanterie, gentilhomme ordinaire de la chambre du roi (° 1537).
  - Prospero Fontana, peintre maniériste et d'histoire italien (° 1512).
  - Pierre Grégoire, jurisconsulte et philosophe francais (° vers 1540).
  - Ohama Kagetaka, pirate japonais de la fin des époques Sengoku et Azuchi-Momoyama (° 1540).
  - Edward Kelley, scribe et homme de loi anglais (° 1er août 1555).
  - Fernando de Herrera, poète épique espagnol (° 1533).
  - Giovanni Leonardo da Cutri, joueur d'échecs italien (° 1542).
  - Francesco Morandini, peintre italien de l'école florentine du Cinquecento (° 1544).
  - Michel Patras de Campaigno, capitaine de la garnison de Calais (° 1553).
  - Yi Eokgi, amiral japonais (° 3 septembre 1561).